# Primera Liga de Serbia y Montenegro
La Primera Liga de Serbia y Montenegro (en serbio: Prva savezna liga; Прва савезна лига) fue la primera división de fútbol en Serbia y Montenegro antes de la disolución del país en 2006. La liga fue creada luego de la separación de Yugoslavia en 1992, por lo que fue la sucesora de la Primera Liga de Yugoslavia.

## Historia
De 1993 a 1998 la liga abandonó el formato tradicional de sistema liguero y se jugó dividida en dos grupos: el Grupo A (llamado IA) y el Grupo B (llamado IB). Hasta la temporada de 1995/96 los 4 peores equipos del Grupo IA descendían al Grupo IB, y los mejores 4 equipos del Grupo IB jugaban en el Grupo IA después de jugar la primera mitad de temporada, y a partir de la temporada 1996/97 el cambio de grupos a mitad de temporada desapareció y el cambio de grupos solo se dio al final de cada temporada, y como consecuencia, los clubes se enfrentaban entre sí tres veces por temporada. El formato de grupos fue abandonado a partir de la temporada 1997/98 regresando al formato clásico de liga.
Las repúblicas de Serbia y Montenegro se mantuvieron unidas como la República Federal de Yugoslavia, que luego de una reforma política en 2003 pasó a llamarse Serbia y Montenegro. Al Montenegro ganar su independencia en junio de 2006, la liga dejó de existir y nacieron la Superliga Serbia y la Primera División de Montenegro.

## Lista de campeones
| Temporada | Campeón            | Subcampeón    | 3º Lugar      | Goleador(es)                                               | Goles |
| --------- | ------------------ | ------------- | ------------- | ---------------------------------------------------------- | ----- |
| 1992–93   | Partizan (12)      | Crvena Zvezda | Vojvodina     | Anto Drobnjak (Crvena Zvezda) Vesko Mihajlović (Vojvodina) | 22    |
| 1993–94   | Partizan (13)      | Crvena Zvezda | Vojvodina     | Savo Milošević (Partizan)                                  | 21    |
| 1994–95   | Crvena Zvezda (20) | Partizan      | Vojvodina     | Savo Milošević (Partizan)                                  | 30    |
| 1995–96   | Partizan (14)      | Crvena Zvezda | Vojvodina     | Vojislav Budimirović (Čukarički)                           | 23    |
| 1996–97   | Partizan (15)      | Crvena Zvezda | Vojvodina     | Zoran Jovičić (Crvena Zvezda)                              | 21    |
| 1997–98   | Obilić (1)         | Crvena Zvezda | Partizan      | Saša Marković (Železnik / Crvena Zvezda)                   | 27    |
| 1998–99   | Partizan (16)      | Obilić        | Crvena Zvezda | Dejan Osmanović (Hajduk Kula)                              | 16    |
| 1999–00   | Crvena Zvezda (21) | Partizan      | Obilić        | Mateja Kežman (Partizan)                                   | 27    |
| 2000–01   | Crvena Zvezda (22) | Partizan      | Obilić        | Petar Divić (OFK Beograd)                                  | 27    |
| 2001–02   | Partizan (17)      | Crvena Zvezda | Sartid        | Zoran Đurašković (Mladost Lučani)                          | 27    |
| 2002–03   | Partizan (18)      | Crvena Zvezda | OFK Beograd   | Zvonimir Vukić (Partizan)                                  | 22    |
| 2003–04   | Crvena Zvezda (23) | Partizan      | Železnik      | Nikola Žigić (Crvena Zvezda)                               | 19    |
| 2004–05   | Partizan (19)      | Crvena Zvezda | Zeta          | Marko Pantelić (Crvena Zvezda)                             | 21    |
| 2005–06   | Crvena Zvezda (24) | Partizan      | Voždovac      | Srđan Radonjić (Partizan)                                  | 20    |

## Títulos por equipo
| Club          | Títulos | Años Campeón                                                           | Subcampeón |
| ------------- | ------- | ---------------------------------------------------------------------- | ---------- |
| Partizan      | 8       | 1992–93, 1993–94, 1995–96, 1996–97, 1998–99, 2001–02, 2002–03, 2004–05 | 8          |
| Crvena Zvezda | 5       | 1994–95, 1999–2000, 2000–01, 2003–04, 2005–06                          | 5          |
| Obilić        | 1       | 1997–98                                                                | 1          |